# Mariano Pons Espinós
Mariano Pons y Espinós (Reus, 4 de septiembre de 1823 – 25 de enero de 1886) fue un político español. 

## Juventud
Hijo de Francesc Pons y Aujé, su padre lo envió a Arecibo (Capitanía General de Puerto Rico) en 1833, donde ya tenía dos hermanos exiliados, para evitar que se mezclara con los insurrectos. Volvió enfermo en 1843, e influenciado por los liberales demócratas, participó en los disturbios de Reus de aquel año, coincidiendo su llegada con el bombardeo de la ciudad por el general Zurbano. En los años 1847 y 1848 colaboró en el periódico reusense El Mercado, con artículos de influencia cabetiana.
Durante el bienio progresista militó en el Partido Progresista y se mostró partidario de los planteamientos de Espartero y después de O'Donnell. En 1854 fundó el diario El Liberal reusense y en 1856 El Deseo del pueblo. También presidió el Ateneo Liberal de Reus y el «Montepío de la Clase Obrera de Reus». Era amigo personal de Estanislao Figueras y de Roque Barcia. A la caída de O'Donnell publicó un opúsculo titulado Breves apuntes sobre el pasado, el presente y el porvenir de la democracia española.

## Madurez
Se alistó en el ejército español y en 1859 se encontraba en Marruecos como oficial del Estado Mayor de Prim en la guerra de África. En 1860 fundó en Tetuán la agencia colonial La Catalana, y en 1868 dirigió el Banco de Reus y La Industrial Harinera. En 1862 había alquilado el edificio del Hospital Viejo al Centro de Lectura de Reus.
Su amistad con Juan Prim lo obligó a exiliarse tras el intento de golpe de Estado de Aranjuez, el 2 de enero de 1866. El triunfo de La Gloriosa lo llevó de regreso a Reus, donde fue miembro de la Junta Revolucionaria y organizó patrullas con Francesc Subirà para restablecer el orden público. Su pertenencia a la Unión Liberal, partido vinculado a Prim, lo enfrentó con Josep Güell i Mercader, secretario de la Junta. Fundó y dirigió los diarios El Crepúsculo y El Canta claro, de tendencia monárquica. Fue candidato a diputado en las elecciones generales de 1869, siendo derrotado por el candidato republicano, y en las de 1871 por el candidato carlista.
Inicialmente, Pons y Espinós era republicano unitario y se mostró totalmente contrario al federalismo, llegando a afirmar en una carta a Víctor Balaguer que «antes de votar a favor de la República preferiría proclamar la independencia de Cataluña». Tras el golpe del general Pavía en enero de 1874, fue designado por la autoridad militar alcalde de Reus y jefe de la Milicia Nacional como miembro del Partido Constitucional. Aunque tomó posesión del cargo, el vacío de apoyo ciudadano le llevó a dimitir. Al acto de toma de posesión solo asistieron él y Eusebi Folguera, viejo colaborador de Pons. En la siguiente convocatoria, solo se presentaron catorce de los treinta regidores que componían el consistorio. Pons fue finalmente nombrado alcalde, pero los republicanos, que ocupaban gran parte de las concejalías y cargos clave de la administración municipal, empezaron a presentar su dimisión. Fue Pere Pelfort, quien ocupaba el cargo de secretario municipal, el primero en dimitir, lo que permitió que el escritor Marià Fuentes y Fortuny regresara al ayuntamiento en ese puesto. A continuación, dimitieron otros miembros de la secretaría municipal y los cabos de la Milicia, lo que comprometió la seguridad de la ciudad ante un posible ataque carlista. Ante este boicot, el equipo municipal reconoció el 20 de enero que había sido colocado en el ayuntamiento por voluntad superior, y que las circunstancias anormales les aconsejaban intentar mantener el orden público y combatir el mal. El vacío social alrededor de Pons fue aumentando con el paso de los días, y según el periódico La Redención del Pueblo, era una persona antipática en política y su nombramiento había reavivado odios y rencores, lo que llevó a la desorganización de la Milicia. El 23 de febrero, Pons y su consistorio presentaron la dimisión ante el gobernador civil, y brevemente ocuparon la alcaldía Felip Font y Antoni Soler y Clariana. No obstante, en enero de 1875, Pons pudo tomar definitivamente posesión del cargo. En 1874 se le había concedido la Orden de Carlos III por su colaboración en la tarea de pacificación de Cataluña.
Tras el golpe de Estado de Arsenio Martínez Campos, Pons fue confirmado en su cargo de alcalde y se convirtió en uno de los jefes locales del Partido Conservador. Su labor como alcalde fue duramente criticada por los possibilistas, que lo acusaban de nepotismo y de ser un reaccionario. No obstante, en las elecciones generales de 1876 fue elegido diputado como independiente por el distrito de Reus. En 1878 fue nombrado gobernador civil de Murcia, y ese mismo año formó parte de la comisión permanente de diputados catalanes creada tras la crisis industrial en Cataluña. Colaboró en el periódico El Reusense, fue director del Diario de Reus y en 1882 fundó y dirigió Crónica de Reus. Los periódicos que fundó y dirigió se caracterizaban por desprestigiar tanto a los republicanos federales como a los liberales, al mismo tiempo que defendían al Partido Conservador.
Fue elegido diputado conservador por Tarragona en las elecciones de 1879 y 1884. En 1885, fue nombrado gobernador civil de Granada, aceptando el cargo en un contexto de peste en la ciudad. cuando nadie lo quería. Dimitió en diciembre de 1885 junto con otros 24 gobernadores civiles.